# Лазарев, Иван Михайлович
Иван Михайлович Лазарев (1895 — 1976) — участник Белого движения на Юге России, есаул 7-го Донского казачьего полка.

## Биография
Казак станицы Николаевской 1-го Донского округа Области Войска Донского. Среднее образование получил в Константиновском реальном училище.
С началом Первой мировой войны поступил в Новочеркасское казачье училище, по окончании ускоренного курса которого 1 февраля 1915 года был выпущен прапорщиком в комплект Донских казачьих полков. Состоял в 5-м Донском казачьем полку. За боевые отличия был награжден несколькими орденами, в том числе орденом Св. Анны 4-й степени с надписью «за храбрость». Произведен в хорунжие 5 октября 1915 года «за отличия в делах против неприятеля», в сотники — 4 мая 1916 года, в подъесаулы — 31 января 1917 года.
В Гражданскую войну участвовал в Белом движении на Юге России. С 1 октября 1918 года был помощником начальника 1-го инспекторского отделения штаба Донской армии. В Русской армии — есаул 7-го Донского казачьего полка. Награждён орденом Св. Николая Чудотворца. Эвакуировался из Крыма на остров Лемнос, затем состоял в 1-м Донском пластунском полку. Произведен в войсковые старшины с 2 июля 1921 года.
Осенью 1925 года — в составе Гундоровского полка в Болгарии. Позднее переехал во Францию. Скончался в 1976 году в Оньи.

## Награды
- Орден Святой Анны 3-й ст. с мечами и бантом (ВП 18.04.1916)
- Орден Святой Анны 4-й ст. с надписью «за храбрость» (ВП 27.05.1916)
- Орден Святого Станислава 3-й ст. с мечами и бантом (ВП 19.06.1916)
- Орден Святителя Николая Чудотворца (Приказ Главнокомандующего № 239, 10 июля 1921)